# Лекінца (Бістріца-Несеуд)
Лекінца (рум. Lechința) — село у повіті Бистриця-Несеуд в Румунії. Адміністративний центр комуни Лекінца.
Село розташоване на відстані 318 км на північний захід від Бухареста, 18 км на південний захід від Бистриці, 61 км на північний схід від Клуж-Напоки.

## Населення
За даними перепису населення 2002 року у селі проживали 2795 осіб.
Національний склад населення села:
| Національність | Кількість осіб | Відсоток |
| -------------- | -------------- | -------- |
| румуни         | 2119           | 75,8%    |
| цигани         | 566            | 20,3%    |
| угорці         | 97             | 3,5%     |
| німці          | 9              | 0,3%     |

Рідною мовою назвали:
| Мова      | Кількість осіб | Відсоток |
| --------- | -------------- | -------- |
| румунська | 2529           | 90,5%    |
| циганська | 192            | 6,9%     |
| угорська  | 71             | 2,5%     |